# Karanglayung (Sukra)
Karanglayung is een bestuurslaag in het regentschap Indramayu van de provincie West-Java, Indonesië. Karanglayung telt 3794 inwoners (volkstelling 2010).